# Шульман, Лейзер Эликович
Ле́йзер Э́ликович Шу́льман (ивр. אליעזר שולמן‎ — Элиэзер Шульман; 11 июля 1923, Тарутино, Бессарабия, Румыния — 3 января 2006, Бат-Ям, Израиль) — советский и израильский филолог-библеист, историк, методист. Писал на иврите.

## Биография
Лейзер Эликович Шульман родился в бессарабской немецко-еврейской колонии Тарутино (ныне Тарутинского района Одесской области Украины) в 1923 году в семье владельца магазина железных, скобяных и стройматериалов Элика Шульмана. Учился в тарутинской еврейской гимназии, был участником молодёжного сионистского движения «Бейтар». В четырнадцатилетнем возрасте дебютировал в бухарестской газете «ха-Ярдэн» (на иврите) рассказом «Из-за зёрнышка пшеницы».
13 июня 1941 года, через год после присоединения Бессарабии к СССР, вся семья была выслана на поселение в Казахстан, где Элиэзер работал чернорабочим, кузнецом и, наконец, трактористом. После окончания железнодорожного техникума в Актюбинске в 1946 году был направлен в Сталинск на строительство железных дорог. В 1949 году женился на враче-педиатре Саре Файнштейн, прибывшей в Сталинск по распределению. Работал проектировщиком горных разработок и железных дорог в местном проектном институте, заведовал отделом генплана и транспорта. Начиная с середины 1960-х годов подпольно преподавал иврит и Танах в Новокузнецке, начал составление хронологических таблиц библейских событий, создав собственную, оригинальную методику преподавания. В 1974 году вместе с семьёй переехал в Черновцы, а через год — в Израиль и осел в Бат-Яме. Работал в железнодорожной компании «Ракевет Исраэль» в Тель-Авиве.
Первая книга «Седер ха-Корот ба-Хумаш» (Последовательность событий в Пятикнижии), составленная ещё в СССР, вышла с факсимильными таблицами и рисунками Шульмана в 1981 году в издательстве Армии обороны Израиля. Второе, дополненное издание под названием «Седер ха-Корот ба-Танах» (Последовательность событий в Танахе) появилось в 1984 году, а третье издание было переведено на английский, испанский и русский языки, с шестью переизданиями. Всего Элиэзером Шульманом было написано 12 книг методических и графоаналитических исследований Библии, отдельных книг Талмуда, комментариев Раши, работ Иосифа Флавия, из которых последняя — «Семиты, евреи, сыны Израиля, иудеи» — была опубликована посмертно.
Воспоминания о Бейтаре в Тарутино были опубликованы в книге памяти «Аккерман ве-айарот ха-мехоз» (1983).